# Саррап, Биргит
Би́ргит Са́ррап (эст. Birgit Sarrap) (до замужества Ы́йгемеэль (эст. Birgit Õigemeel); род. 24 сентября 1988, посёлок Кохила, Раплаский район, Эстонская ССР, СССР, ныне Рапламаа, Эстония) — эстонская певица.

## Карьера
Победительница первого сезона (2007) национального телешоу «Эстония ищет суперзвезду» («Eesti otsib superstaari»), аналога международного конкурса «Pop Idol».
В 2007 году дебютировала как актриса в постановке пьесы Шекспира «Два веронца» (Сильвия).
В том же году на итальянском фестивале культуры «L’Olivo d’Oro» («Золотая олива») Биргит стала первой не-итальянкой, награждённой «Золотой пальмовой ветвью».

## Евровидение 2013
Представительница Эстонии на конкурсе песни «Евровидение-2013», выступала с песней «Et uus saaks alguse» и прошла в финал, в котором заняла 20-е место из 26 исполнителей.

## Дискография

### Альбомы
- 25 января 2008 — Birgit Õigemeel / Биргит Ыйгемеэль
- 11 ноября 2008 — Ilus aeg / Прекрасное время
- 19 ноября 2009 — Teineteisel pool / Вторая часть второго
- 3 декабря 2013 — Uus algus / Новое начало

### Синглы
- Kas tead, mida tähendab… / Ты знаешь, что это такое? (13 ноября 2007)
- 365 Days / 365 дней (2008)
- Homme / Завтра (2008)
- Ise / Сама (2008)
- Last Christmas / В прошлое рождество (2008)
- Talve võlumaa / Зимняя страна чудес (2008)
- Moonduja / Предоставление (2009)
- See öö / В ту ночь (2009)
- Kahe vahel / Между ними (2009)
- Põgenen / Бегство (2009) с Койтом Тооме
- Sinuga end elusana tunda võin / С тобой я чувствую себя живою (2010)
- Parem on ees / Прямо (2011)
- You’re Not Alone / Ты не одинок (2011) с группой «Violina»
- Et uus saaks alguse / Новое начало (2013)
- Sea of Life / Море жизни (2013) с группой «Violina»
- Nii täiuslik see / Как это прекрасно (2013)
- Olen loodud rändama / Я создана для путешествий (2013)
- Lendame valguskiirusel / Летать со скоростью света (2014)
- Pea meeles head / Помни только хорошее (2014) с Оттом Лепландом
- Kolm kuud / Три месяца (2014)
- Kingitus / Подарок (2015)

## Награды и достижения
| Год  | Мероприятие                           | Категория   | Номинированная работа | Результат  |
| ---- | ------------------------------------- | ----------- | --------------------- | ---------- |
| 2009 | Ежегодная премия эстонской поп-музыки | Певица года |                       | Победа     |
| 2013 | Конкурс песни Евровидение 2013        |             | «Et uus saaks alguse» | 20-е место |

## Личная жизнь
Биргит сочеталась браком со своим менеджером Индреком Саррапом 15 марта 2015 года в Таиланде. У пары есть сын Симеон (род. в октябре 2013) и дочь Хелин (род. 29 апреля 2016). Биргит была на шестом месяце беременности, когда выступала на Евровидении. В настоящее время выступает под своей новой фамилией.